# Кнапп, Алексис
Але́ксис Мериза́лде Кнапп (англ. Alexis Merizalde Knapp; род. 31 июля 1989, Авонмор, Пенсильвания, США) — американская актриса, известная по фильмам «Проект X: Дорвались» и «Идеальный голос».

## Биография
Алексис Кнапп родилась 31 июля 1989 года в Авонморе, штат Пенсильвания. У неё есть два брата.

## Карьера
В 18 лет Кнапп переехала в Лос-Анджелес, где она работала моделью, прежде чем начать сниматься в кино. Впервые она появилась в эпизодических ролях в фильмах «Формула любви для узников брака» и «Перси Джексон и Похититель молний». В 2012 году она снялась в фильме «Проект X: Дорвались» в роли Алексис, который и прославил актрису, и «Идеальный голос». Кнапп также появилась как приглашённая звезда в сериале «Супер весёлый вечер», актрисой и сценаристом которого являлась её коллега по «Идеальному голосу» Ребел Уилсон, вместе с Анной Кэмп. Кнапп также снялась в фильме «Агент под прикрытием» с Майли Сайрус в главной роли.
В 2013 году Алексис сыграла в пилотных выпусках телесериала «Нижний этаж» роль коллеги Дженнифер, Тори — клубной тусовщицы, постоянно опаздывающей на работу, а также в сериале Cinnamon Girl, прежде, чем он закрылся.

## Личная жизнь
Кнапп встречалась с актёром Райаном Филлиппом с лета 2010 года, но рассталась с ним в сентябре того же года. После расставания Кнапп обнаружила, что беременна, и 1 июля 2011 года родила от него дочь, Кайлани Меризалде Филлипп Кнапп. Филлипп присутствовал во время рождения ребёнка.

## Фильмография
| Год       |     | Русское название                  | Оригинальное название                              | Роль             |
| --------- | --- | --------------------------------- | -------------------------------------------------- | ---------------- |
| 2009      | ф   | Формула любви для узников брака   | Couples Retreat                                    | танцовщица       |
| 2010      | кор |                                   | Dommin: My Heart, Your Hand                        | новая любовница  |
| 2010      | ф   | Перси Джексон и Похититель молний | Percy Jackson & the Olympians: The Lightning Thief | девушка Афродиты |
| 2010      | с   | Смотри                            | Look                                               |                  |
| 2010      | ф   | Университетский вампир            | Vamp U                                             | Саманта          |
| 2012      | тф  | Как отец                          | Like Father                                        | Дилан            |
| 2012      | ф   | Проект X: Дорвались               | Project X                                          | Алексис          |
| 2012      | ф   | Идеальный голос                   | Pitch Perfect                                      | Стейси Конрад    |
| 2012      | ф   | Агент под прикрытием              | So Undercover                                      | Тейлор Джеффи    |
| 2013      | тф  |                                   | Cinnamon Girl: California Dreamin'                 | Лола Джонс       |
| 2013      | мс  | Гриффины                          | Family Guy                                         |                  |
| 2013      | кор |                                   | Bizarre Bracket Behavior                           |                  |
| 2013      | ф   | Любовь, секс и Лос-Анджелес       | Cavemen                                            | Кэт              |
| 2013      | с   | Супер весёлый вечер               | Super Fun Night                                    | Саманта          |
| 2013—2014 | с   | Нижний этаж                       | Ground Floor                                       | Тори             |
| 2014      | ф   | Аномалия                          | The Anomaly                                        | Дана             |
| 2014      | ф   | Грэйс                             | Grace: The Possession                              | Джессика         |
| 2014      | тф  |                                   | The Dorm                                           | Вивиан           |
| 2015      | ф   | Идеальный голос 2                 | Pitch Perfect 2                                    | Стейси           |
| 2015      | ф   | Побуждение                        | Urge                                               |                  |
| 2017      | ф   | Идеальный голос 3                 | Pitch Perfect 3                                    | Стейси           |